# FIGLA
FIGLA‏ (Folliculogenesis specific bHLH transcription factor) هوَ بروتين يُشَفر بواسطة جين FIGLA في الإنسان.